# Municipio de Elm Grove (Kansas)
El municipio de Elm Grove (en inglés: Elm Grove Township) es un municipio ubicado en el condado de Labette en el estado estadounidense de Kansas. En el año 2010 tenía una población de 823 habitantes y una densidad poblacional de 6,32 personas por km².

## Geografía
El municipio de Elm Grove se encuentra ubicado en las coordenadas 37°3′40″N 95°19′11″O / 37.06111, -95.31972. Según la Oficina del Censo de los Estados Unidos, el municipio tiene una superficie total de 130.17 km², de la cual 129,13 km² corresponden a tierra firme y (0,8 %) 1,04 km² es agua.

## Demografía
Según el censo de 2010, había 823 personas residiendo en el municipio de Elm Grove. La densidad de población era de 6,32 hab./km². De los 823 habitantes, el municipio de Elm Grove estaba compuesto por el 89,06 % blancos, el 3,89 % eran amerindios, el 0,49 % eran de otras razas y el 6,56 % eran de una mezcla de razas. Del total de la población el 1,46 % eran hispanos o latinos de cualquier raza.